# 稲田 (弘前市)
稲田（いなだ）は、青森県弘前市の地名。郵便番号は036-8097。

## 地理
周辺の城東地区（城東北・城東中央）と同様に住宅地で、北は松ケ枝、東は城東北、南は城東中央、西は駅前に接する。

## 歴史

### 沿革
- 1973年（昭和48年） - 和徳町・高崎・外崎の一部から分離、稲田一丁目・二丁目になる。

### 地名の由来
かつての和徳町の小字名、稲田から。

## 世帯数と人口
2023年（令和5年）7月1日現在の世帯数と人口は以下の通りである。
| 丁目       | 世帯数  | 人口  |
| ---------- | ------- | ----- |
| 稲田一丁目 | 225世帯 | 384人 |
| 稲田二丁目 | 173世帯 | 333人 |
| 計         | 398世帯 | 717人 |

## 施設

### 教育
- 社会福祉法人清光福祉会城東保育園

### 医療
- コボリ動物病院

### 商業
- ジェイ・ピザブロス弘前店
- みちのく造園

### 工業
- リコージャパン弘前事業所
- TGKつがる技研

### 公共
- 城東第三児童公園

## 小・中学校の学区
市立小・中学校に通う場合、学区は以下の通りとなる。
| 町丁       | 番・番地 | 小学校           | 中学校           |
| ---------- | -------- | ---------------- | ---------------- |
| 稲田一丁目 | 全域     | 弘前市立東小学校 | 弘前市立東中学校 |
| 稲田二丁目 | 全域     | 弘前市立東小学校 | 弘前市立東中学校 |

## 交通
- 弘南バス
  - 城東北一丁目（城東環状100円バス、ミニバス さくら野弘前店 - 城南経由 - 桜ヶ丘団地線）停留所。
    - ミニバス さくら野弘前店 - 城南 - 桜ヶ丘団地線は1.5往復の運行。